# Ladislav I. Popel z Lobkowicz

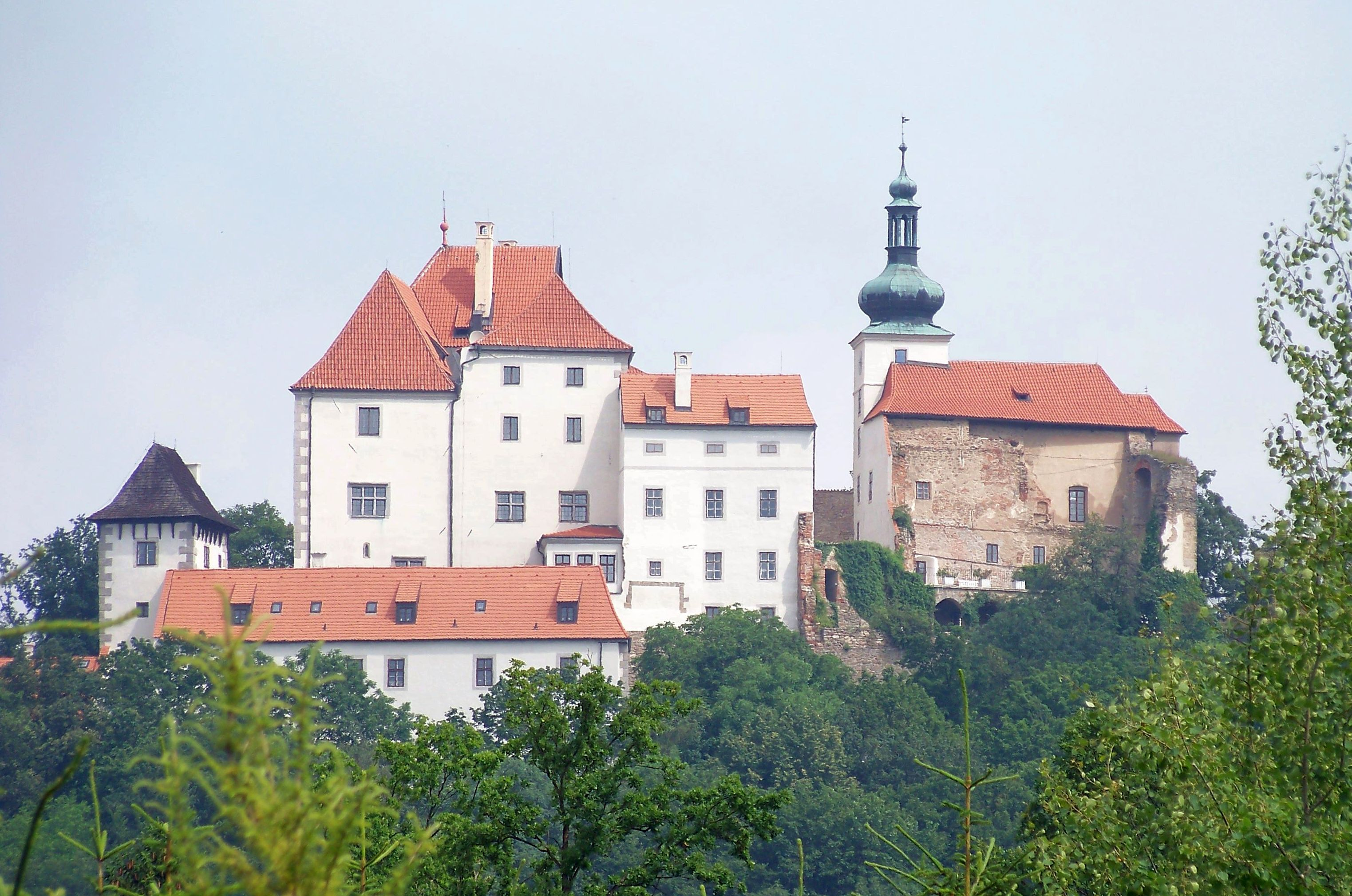
Hrad Vysoký Chlumec, podle kterého je nazvána větev rodu Lobkoviců

Ladislav I. Popel z Lobkowicz († 1505) byl český šlechtic, příslušník šlechtického rodu Lobkoviců a zakladatel jeho chlumecké větve. Vlastnil polovinu Vysokého Chlumce a Sedlčany.

## Rodina
Narodil se jako syn Jana I. Popela z Lobkowicz († 1470 Český Krumlov) a jeho manželky Anny Švihovské z Rýzmberka († 1476).
Oženil se s Annou Krajířovou z Krajku († 1520), dcerou Jiřího Krajíře z Krajku na Landštejně, Nové Bystřici a Bílkově († 1492) a jeho manželky Apolonie z Puchheimu († 1495). Měli spolu následující děti:
- 1. Jan III. (1490 – 14. června 1569 Libochovice, pohřben v katedrále sv. Víta), nejvyšší dvorský sudí, nejvyšší zemský sudí a nejvyšší hofmistr
  - ∞ Anna Žehrovská z Kolowrat († po 1567), jejich děti
    - 1. Jan V. (starší, 1521 – 18. 6. 1590)
      - 1. ∞ (1546) Anna z Roupova († po 1550)
      - 2. ∞ Johana Novohradská z Kolovrat († po 1586)
      - 3. ∞ (asi 1588) Markéta Popelovna z Lobkovic (1541 – 17. 9. 1600)

    - 2. Anna Dorota († 29. 8. 1571)
      - 1. ∞ (1539) Jeroným z Bibrštejna na Kosti († 30. 6. 1549, pohřben ve Frýdlantě)
      - 2. ∞ Mikuláš IV. Zajíc z Házmburka (14. 9. 1524 – 20. 3. 1585)

    - 3. Mikuláš (asi 1528 – 2. 10. 1598, pohřben v kostele sv. Jakuba v Praze)
      - ∞ Anežka z Gutštejna († 1581)

    - 4. Kryštof (asi 1524 – 8. 4. 1571)
      - 1. Voršila († asi 1574)

    - 5. Ladislav III. (starší, 1537 – 11. 3. 1609)
      - ∞ (23. 9. 1565 Bratislava) Marie Magdalena ze Salm-Neuburgu (1548 – 23. 7. 1607)

    - 6. Kateřina
    - 7. Marjana
    - 8. Jiří starší, (1540 † 28. 5. 1607 uvězněný na Lokti)
      - ∞ (2. 9. 1567) Kateřina z Lokšan (1530 – 6. 5. 1590 zavražděna svým šíleným synem)

    - 9. Bohuslav Havel (1543 – 7. 7. 1595, pohřben v kostele sv. Michala v Blšanech)
      - 1. ∞ (30. 1. 1570) Magdalena ze Starhembergu
      - 2. ∞ Alžběta Krakowská z Kolowrat († 29. 4. 1597, pohřbena v Blšanech)

    - 10. Hynek († mlád před 1569)
    - 11. Bartoloměj († po 1569)
    - 12. Griselda (asi 1560 – 1607)
      - 1. ∞ Aleš Albrecht Berka z Dubé († 1578)
      - 2. ∞ (27. 1. 1580) Adam ze Švamberka († 1590)
      - 3. ∞ (26. 4. 1593) Jaroslav Libštejnský z Kolowrat († 12. 6. 1595, pohřben v Petrohradě)

    - 13. Ludmila († asi 1606)
      - ∞ Arnošt ze Šlejnic

    - 14. Veronika
- 2. Ladislav II. (1501 – 18. prosince 1584 Praha-Malá Strana, pohřben v kostele sv. Tomáše na Malé Straně v Praze), císařský rada, dvorský maršálek a nejvyšší hofmistr
  - 1. ∞ Benigna ze Starhembergu (1499–1557)
  - 2. ∞ Veronika z Harrachu
  - 3. ∞ (29. 6. 1563) Johana Berkovna z Dubé (asi 1545 – 19. 11. 1601), jejich děti:
    - 1. Ladislav IV. (mladší, Lacek; 15. 10. 1566 – 20. 3. 1621 Brno), moravský zemský hejtman
      - 1. ∞ (28. 9. 1597) Anna Alžběta ze Salm-Neuburgu (30. 6. 1565 – 1615)
      - 2. ∞ (31. 1. 1616) Anna Marie Alžběta ze Salm-Neuburg (24. 10. 1598 – 15. 10. 1647)

    - 2. Zdeněk Vojtěch (15. 8. 1568 – 16. 6. 1628 Vídeň nebo Praha, pohřben v klášteře kapucínů v Roudnici nad Labem), nejvyšší kancléř
      - ∞ (23. 11. 1603 Praha) Polyxena z Pernštejna (1566 – 24. 5. 1642)

    - 3. Václav (kolem 1570 – 26. 9. 1596 Keresztés)
    - 4. Kateřina (kolem 1570 – 14. 2. 1615)
      - 1. ∞ Jindřich Kurcpach z Trachenburka
      - 2. ∞ (29. 1. 1606) Jan Bedřich z Oppersdorfu († 18.5.1632 Žampach)

    - 5. Benigna (13. 11. 1569 – 3. 10. 1625)
      - 1. ∞ (4. 3. 1590) Seyfried I. z Promnitz (1534 – 25. 2. 1597)
      - 2. ∞ (5. 2. 1606) Jan Kavka z Říčan († 1643)

    - 6. Marie Zbyňka (27. 10. 1571 – 30. 1. 1591, pohřben v kostele sv. Tomáše na Malé Straně v Praze)
      - ∞ (5. 9. 1590) Václav Bezdružický Ludvíkovský z Kolowrat († 1. 1. 1604)

    - 7. Anna
      - ∞ (19. 10. 1598) Jiří Maxmilián z Oppersdorfu († 15. 2. 1607)

    - 8. Johana (1574 – 8. 10. 1639)
- 3. Václav (zmíněn 1510)
- 4. Johana († 1576)
  - ∞ Jiří ze Šlejnic na Tolštejně († 27. 9. 1565)
- 5. Kateřina († 6. 6. 1565), dědička Horšovského Týnu
  - ∞ (1530) Volf Dobrohost z Ronšperka (asi 1470 – 25. 12. 1542)
- 6. Alžběta (zmíněna 1500)
  - ∞ Vavřinec z Hofkirchenu
- 7. Anna (zmíněna 1531)